# Abdallah ibn Jakut
Abdallah ibn Jakut, född 1179, död 1229, var en arabisk geograf.
Abdallah ibn Jakut föddes i Mindre Asien av grekiska föräldrar, kom som gosse i tjänst hos en köpman i Bagdad, som uppfostrade honom omsorgsfullt och sände ut honom på långa affärsresor. Frigiven vid sin husbondes död 1199, blev han bokhållare och ägnade sig även åt författarskap. 1213 begav han sig ut på resor och författade 1218-24 ett alfabetiskt ordnat geografiskt lexikon. Hans lexikon utgavs i 6 band av Ferdinand Wüstenfeld 1866-73.